# Bananafishbones
Les Bananafishbones sont un groupe allemand fondé en 1987 à Bad Tölz en Haute-Bavière.

## Discographie

### Album
- 1995: Grey Test Hits
- 1996: Horse Gone (EP)
- 1997: Live & Unplugged
- 1999: Viva Conputa
- 2000: My Private Rainbow
- 2002: A Town Called Seven
- 2003: Live in Buchloe (mit der Tölzer Stadtkapelle)
- 2004: 36 m²
- 2004: Live & Unplugged im Tölzer Kurhaus
- 2007: When You Pass By
- 2012: 12 Songs In One Day
- 2013: Best of 1998 – 2013

### Singles
- 1998: Come to Sin
- 1999: Easy Day (avec Franka Potente)
- 1999: Dinosaurs
- 2000: Glam
- 2000: Bum
- 2001: So What’s New? (avec Hugo Strasser et MC Matuschke)
- 2002: Smart
- 2002: Road to Nowhere
- 2003: Kids
- 2004: Snowflakes
- 2004: Ever
- 2006: 1. FC Sommer
- 2006: Big-a-Dog, Big-a-Bite
- 2007: Dice

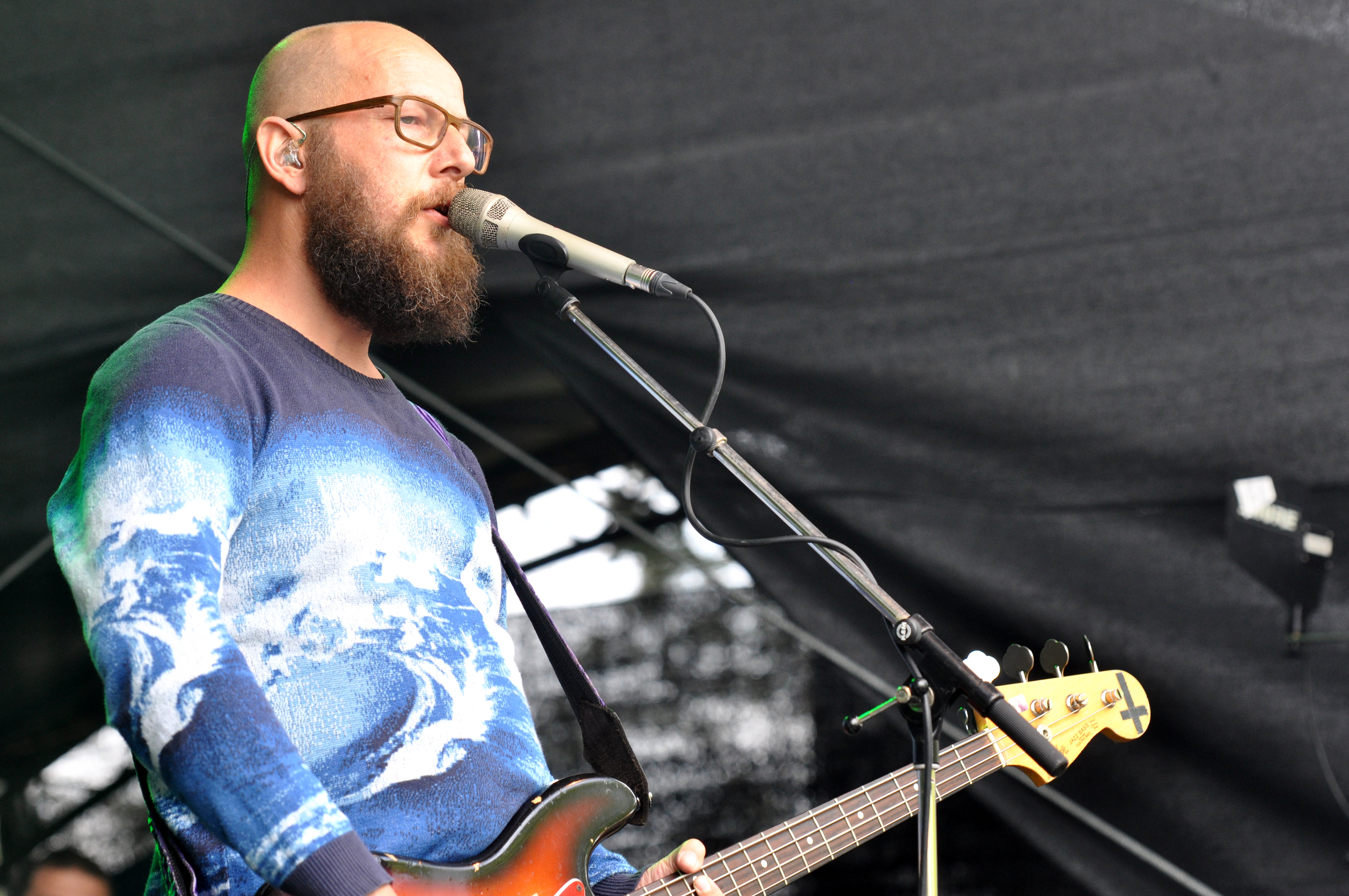
Sebastian Horn
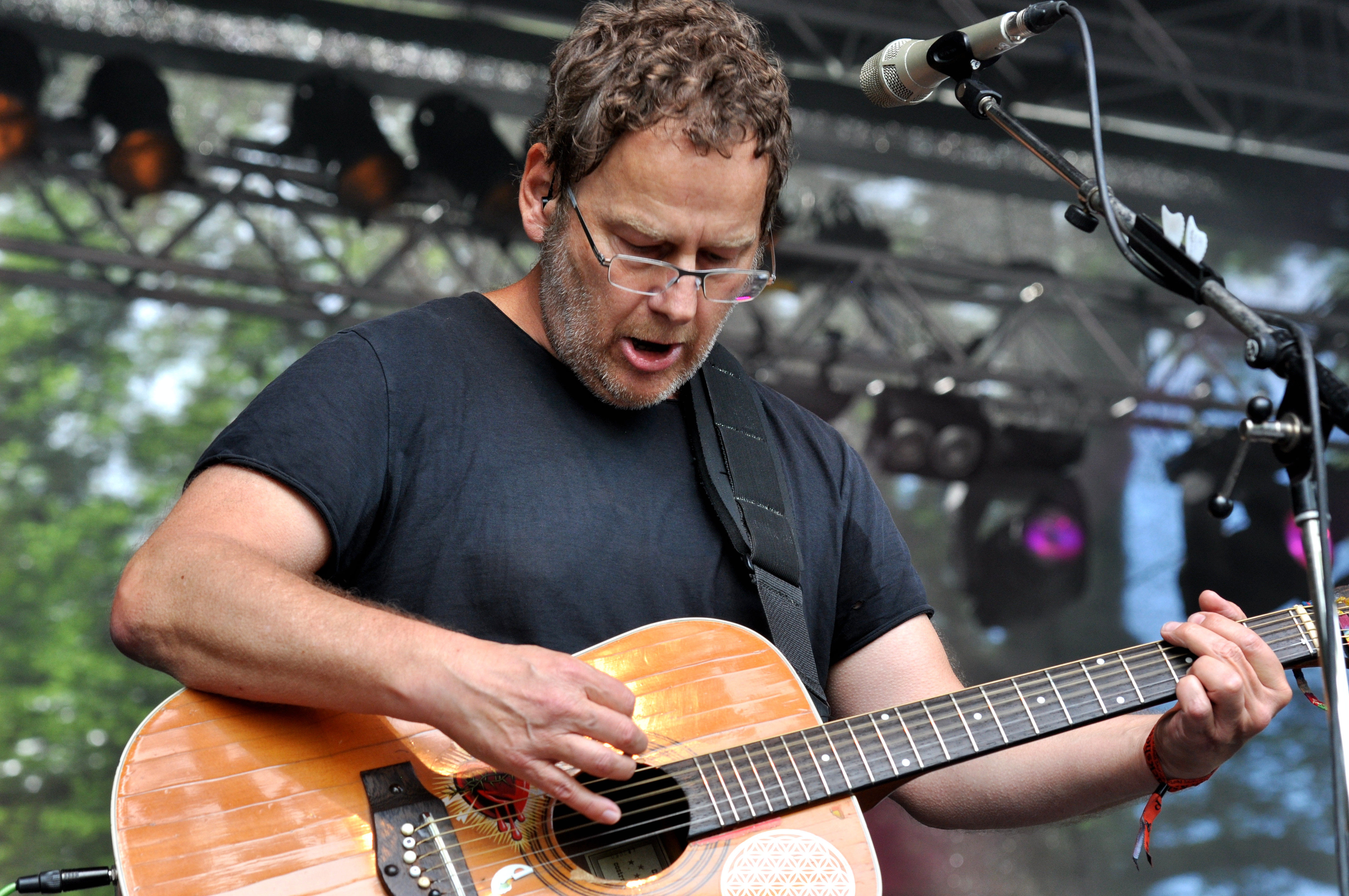
Peter Horn jun.
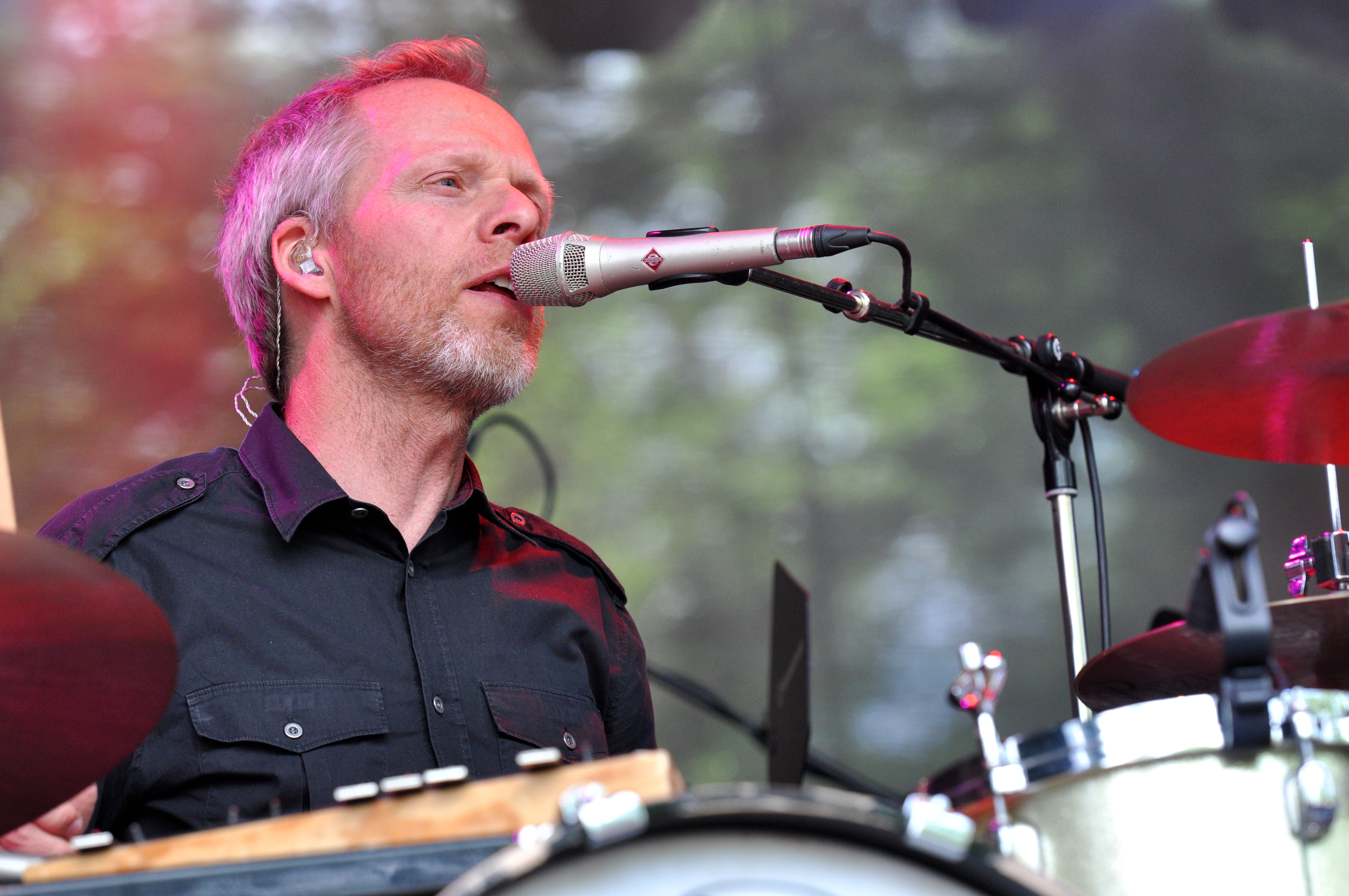
Florian Rein